# Nagyhalmágy község
Nagyhalmágy község (románul: Comuna Hălmagiu) község Arad megyében, Romániában. Központja Nagyhalmágy, beosztott falvai Bogyafalva, Halmágymező, Keresztespatak, Kisles, Körösivánd, Martfalva, Páfrányos, Sövényes, Tiszafalva, Zarándbánya.

## Népessége
A 2011-es népszámlálás adatai alapján a község népessége 2852 fő volt.